# Tranås kommun
Tranås kommun er en kommune i Jönköpings län i Sverige.

## Historie
Området består af det, der før 1863 var sognene Adelöv, Linderås og Säby.  Ved indførelsen af kommuner den 1. januar 1863 dannede disse sogne hver sin landkommune.  I 1882 blev et område udskilt fra Säby og dannede Tranås köping.  I Säby blev municipalfællesskabet Tranås Kvarn oprettet i 1903.  I 1919 dannedes af köpingen og municipalfællesskabet Tranås købstad.  Ved kommunalreformen i 1952 blev Adelöv og Linderås slået sammen til storkommunen Linderås.  Tranås og Linderås blev slået sammen 1967 og blev i 1971 til Tranås kommun.

## Byområder
Der er tre byområder i Tranås kommun.
I tabellen vises byområderne i størrelsesorden pr. 31. december 2005.  Hovedbyen er markeret med fed skrift. 
| # | Byområde   | Befolkning |
| - | ---------- | ---------- |
| 1 | Tranås     | 14.017     |
| 2 | Sommen     | 789        |
| 3 | Gripenberg | 282        |

58°02′00″N 14°58′00″Ø / 58.033333333333°N 14.966666666667°Ø